# Michael Jeffrey Shapiro
Michael Jeffrey Shapiro   (Brooklyn, 1 de febrer de 1951) és un compositor, director d'orquestra i autor nord-americà.

## Biografia
Fill d'un clarinetista de la banda Klezmer, Michael Shapiro va néixer a Brooklyn, Nova York, i va passar la major part dels seus anys d'institut a Baldwin, un suburbi de Long Island, on va ser estudiant de música de Consuelo Elsa Clark, William Zurcher i Rudolf Bosakowski. Guanyador de diversos concursos de piano durant la seva joventut, va obtenir la seva llicenciatura al "Columbia College, Columbia University", on es va especialitzar en literatura anglesa i es va concentrar en música, beneficiant-se, segons la seva pròpia avaluació, d'algunes de les facultats estel·lars de musicologia del departament, que, en aquell moment, incloïa lluminàries internacionals com Paul Henry Lang, Denis Stevens, Joel Newman i altres. Va estudiar direcció independent amb Carl Bamberger al "Mannes College of Music" de Nova York i posteriorment amb Harold Farberman al "Bard College". A la "Juilliard School", on va obtenir el màster, va estudiar solfeig i lectura de partitures amb la reconeguda professora Renée Longy — coneguda per generacions d'estudiants de "Juilliard com «la famosa senyora del dictat» per les seves exigències rigoroses i els seus mètodes pedagògics clàssics— i la seva composició amb Vincent Persichetti. El seu professor de composició més influent, però, va ser Elie Siegmeister, amb qui va estudiar en privat.
Shapiro és llorejat conductor a Nova York de lorquestra Chappaqua del comtat de Westchester, que va dirigir per a l'estrena mundial de la seva banda sonora per a la pel·lícula clàssica de 1931 de Frankenstein (dirigida per James Whale i protagonitzada per Boris Karloff) (que ha posat la seva estrena rebut més de cinquanta produccions internacionals), així com per a l'estrena mundial de la seva pròpia obra orquestral, Roller Coaster, que va rebre l'estrena a la costa oest sota la batuta de Marin Alsop el 2010 al Festival de Música Contemporània Cabrillo mentre Shapiro era compositor resident. Va exercir durant dos anys com a assessor musical del Museu commemoratiu de l'Holocaust dels Estats Units a Washington, DC, on va produir i interpretar música de diversos compositors assassinats pels alemanys i els seus col·laboradors o que havien sobreviscut com a refugiats del Tercer Reich. També ha estat director assistent de l'Òpera Zurich Studio.
Les obres de Shapiro, que abasten tots els mitjans de comunicació, s'han representat als Estats Units, al Canadà i a Europa, amb retransmissions d'estrenes a "National Public Radio", la "Canadian Broadcasting Corporation", l'"Israel Broadcasting Authority", el "SiriusXM Symphony Hall Living American" i "WCBS-. TV". La seva música s'ha caracteritzat en una ressenya del New York Times com "posseint un regal melòdic rar". La seva obra inclou més de cent obres per a veu solista, piano, conjunts de cambra, cor, orquestra, així com per a òpera, cinema i televisió.
Shapiro ha rebut premis i subvencions de "Martha Baird Rockefeller Composition Assistance, Meet the Composer", la beca "Henry Evans Traveling" de la Universitat de Colúmbia i el "Boris Koutzen Memorial Fund". També ha rebut el premi "Columbian" i el premi "Sigma Alpha Iota Composers Competition". És autor de la novel·la Getting In i de dos llibres de no ficció sobre la història i la cultura jueva, Jewish Pride i The Jewish 100, publicada en anglès, japonès, xinès, rus, portuguès, búlgar, polonès i romanès, edicions, a més de la seva versió original nord-americana.
Shapiro ha col·laborat amb artistes com Teresa Stratas, Jose Ferrer, Janos Starker, Sir Malcolm Arnold, John Corigliano, Marin Alsop, Paul Shaffer, Sergiu Comissiona, Jerry Junkin, Eugene Drucker, Kim Cattrall, Tim Fain, Gottfried Wagner, Alexis Cole, Edward Arron, Jerome Rose, Mariko Anraku, Steven Beck, Elliott Forrest, Ariadne Greif, John Fullam, Jose Ramos Santana, Clamma Dale, Anita Darian, Florence Levitt, Nina Berman, Kikuei Ikeda, Ayako Yoshida, Harris Poor, John Edward Niles, David Leibowitz, Robert Tomaro, Kathryn Amyotte, James Allen Anderson, Sarah McKoin, Albert Nguyen, Kenneth Collins, Lawrence Golan, Jeffery Meyer, David Kehler, Kevin Suetterlin, Matthias Elmer, Nadya Potemkina, Jeffrey Boeckman, Carter Biggars, Daniel Kocurek, Alexandra Guerin, Christopher Lee Morehouse, Glen Hemberger, Anthony LaGruth, Matthew Thomas Troy i Emily Wong, i organitzacions com la BBC National Orchestra of Wales, City of Birmingham Symphony Orchestra, orquestra Simfònica de Houston, Simfònica de Virgínia, orquestra simfònica de Charleston, United States Navy Band, Punt de banda West's, Els cavallers Jazz, Dallas Winds, Springfield orquestra simfònica, orquestra simfònica de Traverse, Nova York Orquestra Repertori, orquestra simfònica York, orquestra simfònica de Yakima, Beloit, Janesville Symphony, Dragefjetts Musikkorps Real Força Aèria Canadenca Banda, Filharmònica de Cambra de Sant Petersburg (Rússia), Filarmònica Garden State, Teatre de l'Opera de Virgínia del Nord, Simfònica del Vent del Piemont, Cantants de concerts de Westchester, Centre Internacional d'Opera de l' Opera de Zuric, Museu Memorial de l'Holocaust dels Estats Units, Comitè jueu americà, Hawthorne String Quartet, Locrian Chamber Ensemble, Amernet String Quartet, Artemis, Cabrillo Festival of Contemporary Music, Bergen International Festival i Dateline NBC, i universitats de Nova York, Louisiana, Ohio, Delaware, Florida, Texas, Nebraska, Massachusetts, Minnesota, Arizona, Geòrgia, Hawaii, Oregon, Califòrnia, Connecticut, Colorado, Indiana i Tennessee.